# Чемпіонат світу з трекових велоперегонів 1956
Чемпіонат світу з трекових велоперегонів 1956 проходив з 27 серпня по 2 вересня 1956 року в Копенгагені, Данія. Усього на чемпіонаті розіграли 5 комплектів нагород — 3 серед професіоналів та 2 серед аматорів.

## Медалісти

### Чоловіки
Професіонали
| Дисципліна                         | Золото         | Срібло           | Бронза             |
| Спринт                             | Антоніо Маспес | Реґ Гарріс       | Оскар Платтнер     |
| Індивідуальна гонка переслідування | Ґвідо Мессіна  | Жак Анкетіль     | Кей Вернер Нільсен |
| Гонка за лідером                   | Ґрем Френч     | Гільєрмо Тімонер | Вальтер Бухер      |

Аматори
| Дисципліна                         | Золото          | Срібло         | Бронза            |
| Спринт                             | Мішель Руссо    | Хорхе Батіз    | Гульєльмо Пезенті |
| Індивідуальна гонка переслідування | Ерколе Бальдіні | Леандро Фаджін | Джон Ґеддес       |

## Загальний медальний залік
| Місце  | Країна          | Золото | Срібло | Бронза | Загалом |
| ------ | --------------- | ------ | ------ | ------ | ------- |
| 1      | Італія          | 3      | 1      | 1      | 5       |
| 2      | Франція         | 1      | 1      |        | 2       |
| 3      | Австралія       | 1      |        |        | 1       |
| 4      | Велика Британія |        | 1      | 1      | 2       |
| 5      | Іспанія         |        | 1      |        | 1       |
| 5      | Аргентина       |        | 1      |        | 1       |
| 7      | Швейцарія       |        |        | 2      | 2       |
| 8      | Данія           |        |        | 1      | 1       |
| Всього | Всього          | 5      | 5      | 5      | 15      |